# Iris pseudonotha
Iris pseudonotha là một loài thực vật có hoa trong họ Diên vĩ. Loài này được Galushko miêu tả khoa học đầu tiên năm 1983.